# Moftin (gmina)
Moftin – gmina w Rumunii, w okręgu Satu Mare. Obejmuje miejscowości Domănești, Ghilvaci, Ghirolt, Istrău, Moftinu Mare, Moftinu Mic i Sânmiclăuș. W 2011 roku liczyła 4293 mieszkańców.